# Iwan Gudowicz
Iwan Wasiliewicz Gudowicz (ros. граф Иван Васильевич Гудович, ur. 1741, zm. 22 stycznia 1820) – rosyjski oficer, zdobywca Hadżbieju (1789) i Dagestanu (1807).

## Życiorys
Jego ojciec był wpływowym człowiekiem w kozackiej starszyźnie, wysłał syna na edukację zagraniczną na uniwersytety Albertina i Lipski. Po powrocie do Sankt Petersburga w 1759 Iwan Gudowicz wstąpił do armii.
Wyróżnił się w czasie wojny przeciw Turcji w latach 1768-74, następne dziesięć lat spędził w wojskowej administracji w Riazaniu, Tambowie i na Podolu. Ponownie wyróżnił  się w czasie kolejnej wojny rosyjsko-tureckiej, za sprawą serii błyskotliwych zwycięstw zyskał sobie ogólnoeuropejską sławę. W 1789 zdobył twierdzę Hadżibej, na miejscu której założono wkrótce Odessę, dowodził również zdobyciem Kilii, silnej fortecy w delcie Dunaju. W czasie przygotowań do zdobycia Izmaiłu został zastąpiony przez księcia Potiomkina Aleksandrem Suworowem i przeniesiony na front kaukaski, gdzie zdobył ważną twierdzę, Anapa, i wziął do niewoli 13 tysięcy żołnierzy.
Po tych sukcesach Gudowicz miał nadzieję na objęcie funkcji głównodowodzącego w planowanej wojnie przeciw Persji, ale powierzono je niedoświadczonemu Walerianowi Zubowowi. W związku z tym Gudowicz zaczął starać się o przejście w stan spoczynku, ale w tym czasie nastąpiła zmiana na tronie. Katarzynę II zastąpił Paweł I, który odwołał Zubowa i powołał na jego miejsce Gudowicza, jednocześnie przy koronacji w 1797 roku nadając mu tytuł księcia.
Gudowicz przeszedł na front kaukaski jeszcze przed wybuchem w 1804 roku kolejnej wojny przeciw Persji. W 1806 roku poprowadził armie rosyjskie do zwycięstwa, zajmując chanaty Derbentu, Şəki i Baku. Po bitwie nad Arpaczajem, w której stracił oko, został promowany na feldmarszałka.
W 1808 roku podjął nieudaną próbę zdobycia Erywania. Po tej klęsce podał się do dymisji i opuścił armię, by zostać merem Moskwy. Rządził miastem przez trzy lata, po czym, z powodu stanu zdrowia, odszedł na emeryturę i przeniósł się do rodowej posiadłości
Zmarł w wieku 80 lat, w styczniu 1820 roku.